# Partou
Partou is in Nederland de grootste commerciële aanbieder van kinderopvang en buitenschoolse opvang (BSO). Het bedrijf beschikt anno 2024 over 750 locaties in Nederland en is daarmee de grootste Kinderopvangorganisatie van het land. Het hoofdkantoor zetelt in Vianen.

## Geschiedenis
De organisatie is in 2019 ontstaan na een fusie tussen :
- Kids Foundation, opgericht in 2014 en (moederbedrijf van  Smallsteps, Zus en Zo, Belle Fleur en SKS Alles Kids) dat op dat moment 280 vestigingen telde en eigendom was van de Canadese investeringsmaatschappij Onex.
- Partou, dat zijn oorsprong vindt in o.a SKON, Ukkie en Kasteel Kiekeboe en is opgericht in 1984, dat over 400 opvanglocaties beschikte en eigendom was van Navitas Capital

De nieuwe fusieorganisatie kreeg de naam Partou Groep en werd eigendom van Onex en participatiemaatschappij Waterland . Door de fusie kreeg de nieuwe organisatie een marktaandeel van 7,4% in Nederland.  

Tot de groep behoren inmiddels ook :
- Partou (Verenigd Koninkrijk), na fusie tussen de organisaties Just Childcare en All about children met in totaal 108 locaties
- Kita Concept met o.a. Paula & Max (Duitsland) met 45 locaties

In 2020 werden nagenoeg alle Smallsteps vestingen omgevormd naar Partou vestingen of werden samengevoegd met de bestaande Partou vestingen.
Twee jaar later trok Onex zich terug als aandeelhouder en verkocht haar aandelen.

## Externe Link
Officiële website